# Angelo Dundee
Angelo Dundee, nato Mirena (Filadelfia, 30 agosto 1921 – Tampa, 1º febbraio 2012), è stato un allenatore di pugilato statunitense.

## Biografia
Angelo Mirena, più noto come Angelo Dundee, nacque a Filadelfia il 30 agosto del 1921 da Filomena Cianelli, madre di sette figli, e Angelo Merenda, operaio nelle costruzioni delle ferrovie, oriundi italiani provenienti da Roggiano Gravina (in provincia di Cosenza). Il nome del padre venne erroneamente trascritto in Mirena al momento dell'immigrazione. Scelse lo pseudonimo di Dundee quando suo fratello Chris, più grande di lui di 15 anni, che fece fortuna come manager, prese il cognome del suo pugile preferito Joe Dundee, fuoriclasse degli anni 10 e 20, anche lui di origini calabresi.
Considerato uno dei più grandi manager della boxe americana, nella sua lunga carriera ha allenato campioni del calibro di Sugar Ray Leonard, George Foreman, José Nápoles e ben altri 15 campioni mondiali. Fu allenatore di Muhammad Ali dal 1960 al 1981, e con lui formò il binomio più vincente della storia del pugilato. La International Boxing Hall of Fame nel 1992 lo ha riconosciuto tra i più grandi non pugili di ogni tempo.